# Élections législatives azerbaïdjanaises de 2015
Les élections législatives azerbaïdjanaises de 2015 se sont tenues le 1er novembre 2015 pour élire les 125 membres de Assemblée nationale.

## Contexte
Ilham Aliyev occupe la présidence de la République depuis 2003. Mais son parti, le Parti du nouvel Azerbaïdjan est au pouvoir depuis 1993.
L'opposition, incarnée notamment par Müsavat et le Front populaire d'Azerbaïdjan, dénoncent l'emprisonnement par le pouvoir de personnes critiques envers le pouvoir, y compris des journalistes, des membres de la société civile et des avocats des droits de l'homme.
Ces élections, que l'Organisation de coopération et de développement économiques n'a pas été autorisée à surveiller, ont fait l'objet d'un boycott des principaux partis d'opposition, notamment Müsavat. Celles-ci qui accusent le gouvernement de « fraudes massives ». 

## Système électoral
L'Assemblée nationale de la République d'Azerbaïdjan est un parlement unicaméral composé de 125 sièges pourvus tous les cinq ans au scrutin uninominal majoritaire à un tour dans autant de circonscriptionss.

## Candidatures
| Parti | Parti                          | Chef de file                                            | Résultats de 2011          |
| ----- | ------------------------------ | ------------------------------------------------------- | -------------------------- |
|       | Parti du nouvel Azerbaïdjan    | Ilham Aliyev (Président de la République d'Azerbaïdjan) | 45,8 % des voix 71 députés |
|       | Parti de la solidarité civique | Xanhüseyn Kazımlı                                       | 1,6 % des voix 3 députés   |
|       | Parti de la patrie             | Fəzail Ağamalı                                          | 1,4 % des voix 2 députés   |

## Résultat
|                           | Parti du nouvel Azerbaïdjan                    | 1 340 770 | 47,20    | 69  | 2             |  |  |  |  |  |  |  |  |  |
|                           | Parti du front populaire de tout l’Azerbaïdjan | 42 459    | 1,49     | 1   | en stagnation |  |  |  |  |  |  |  |  |  |
|                           | Grand parti de l'ordre                         | 34 156    | 1,20     | 1   | en stagnation |  |  |  |  |  |  |  |  |  |
|                           | Parti de la patrie                             | 28 483    | 1,00     | 1   | 1             |  |  |  |  |  |  |  |  |  |
|                           | Müsavat                                        | 24 995    | 0,88     | 0   | en stagnation |  |  |  |  |  |  |  |  |  |
|                           | Parti de la solidarité civique                 | 37 561    | 1,32     | 2   | 1             |  |  |  |  |  |  |  |  |  |
|                           | Parti azerbaïdjanais de la prospérité sociale  | 22 003    | 0,77     | 1   | en stagnation |  |  |  |  |  |  |  |  |  |
|                           | Parti pour les réformes démocratiques          | 21 044    | 0,74     | 1   | en stagnation |  |  |  |  |  |  |  |  |  |
|                           | Parti de l'unité                               | 15 070    | 0,53     | 1   | 1             |  |  |  |  |  |  |  |  |  |
|                           | Parti de l'espoir                              | 14 815    | 0,52     | 0   | 1             |  |  |  |  |  |  |  |  |  |
|                           | Parti de l'unité civique                       | 13 548    | 0,48     | 1   | en stagnation |  |  |  |  |  |  |  |  |  |
|                           | Parti démocratique des lumières                | 13 279    | 0,47     | 1   | 1             |  |  |  |  |  |  |  |  |  |
|                           | Parti du mouvement du renouveau national       | 12 043    | 0,42     | 1   | Nv            |  |  |  |  |  |  |  |  |  |
|                           | Parti du front populaire de classe             | 11 671    | 0,41     | 0   | en stagnation |  |  |  |  |  |  |  |  |  |
|                           | Part communiste                                | 11 426    | 0,40     | 0   | en stagnation |  |  |  |  |  |  |  |  |  |
|                           | Parti social-démocrate d'Azerbaïdjan           | 11 288    | 0,40     | 1   | 1             |  |  |  |  |  |  |  |  |  |
|                           | Parti de l'indépendance nationale              | 10 526    | 0,37     | 0   | en stagnation |  |  |  |  |  |  |  |  |  |
|                           | Parti de la justice                            | 6 507     | 0,23     | 0   | 1             |  |  |  |  |  |  |  |  |  |
|                           | Parti populaire                                | 6 152     | 0,22     | 0   | en stagnation |  |  |  |  |  |  |  |  |  |
|                           | Parti du développement citoyen                 | 3 374     | 0,12     | 0   | en stagnation |  |  |  |  |  |  |  |  |  |
|                           | Parti du monde démocratique                    | 3 230     | 0,11     | 0   | en stagnation |  |  |  |  |  |  |  |  |  |
|                           | Parti du grand azerbaïdjan                     | 2 807     | 0,10     | 0   | en stagnation |  |  |  |  |  |  |  |  |  |
|                           | Parti démocratique                             | 2 746     | 0,10     | 0   | en stagnation |  |  |  |  |  |  |  |  |  |
|                           | AMDEP                                          | 481       | 0,02     | 0   | en stagnation |  |  |  |  |  |  |  |  |  |
|                           | Indépendant                                    | 1 150 413 | 40,50    | 43  | 1             |  |  |  |  |  |  |  |  |  |
|                           | Invalidé                                       | Invalidé  | Invalidé | 1   | -             |  |  |  |  |  |  |  |  |  |
|                           |                                                |           |          |     |               |  |  |  |  |  |  |  |  |  |
| Suffrages exprimés        | Suffrages exprimés                             | 2 840 847 | 98,83    |     |               |  |  |  |  |  |  |  |  |  |
| Votes blancs et invalides | Votes blancs et invalides                      | 33 696    | 1,17     |     |               |  |  |  |  |  |  |  |  |  |
| Total                     | Total                                          | 2 874 543 | 100      | 125 | en stagnation |  |  |  |  |  |  |  |  |  |
| Inscrits / participation  | Inscrits / participation                       |           | 55,7     |     |               |  |  |  |  |  |  |  |  |  |